# وارچینو
وارچینو (به لاتین: Warcino) یک روستا در لهستان است که در گمینا کنپیتسه واقع شده‌است. وارچینو ۴۵۰ نفر جمعیت دارد.